# 콘크리트 (영화)
《콘크리트》(コンクリート)는 2004년에 공개된 일본의 영화 작품이다.

## 개요
소설 〈17세, 악의 이력서〉를 원작으로 한 여고생 콘크리트 살인사건을 모티브로 제작한 작품이다.
이 영화의 개봉을 둘러싸고 사건의 잔혹성, "굳이 영화로 할 필요가 있는 것인가" 등의 의견이 인터넷에 급속히 퍼져 극장에서도 상영 반대 의견이 많았다. 하지만 그 중에는 반대 의견으로서는 의문점이 있어, 반은 불합리하다는 의견도 있었다.
그 영향으로 인해 5월 29일부터 긴자 네파토스에서 공개가 예정되어 있던 일정이 중지되었지만, 그 후, 업 링크 팩토리에서 7월 3일부터 9일 1주일만 공개되었다. 이렇게 된 원인 중 가장 큰것은 영화의 제작회사의 게시판에 협박 메시지를 담은 게시물이 게시된 것이 있다. 제작 회사 측에 따르면, 대형 렌탈 체인점에서도 이 영화를 취급하지 말자는 의견이 많있다. 참고로, 이 영화의 비디오・DVD는 렌탈용으로는 R-15 판정을 받았다.

## 출연

### 주연
- 코바야시 카츠야
- 코모리 미키

### 조연
- 마치다 마사노리
- 마노 켄스케
- 미후네 미카
- 미야타 다이조
- 모모세 요이치로
- 나가사와 토시야
- 나카타니 아키히로
- 나카츠카사 카즈토모
- 오키 나오미
- 사이토 유우
- 타카오카 소우스케
- 타카야나기 사치코
- 토요다 요헤이
- 토요시마 유우야
- 츠게 료지

## 기타
- 원작자: 아츠미 조지
- 제작총지휘: 쿠라타니 요시오

## 인용
1. ↑  渥美饒児著　『十七歳、悪の履歴書―女子高生コンクリート詰め殺人事件』　作品社、2003年 ISBN 978-4-87893-572-5
2. ↑  “コンクリート メッセージ”. 2017년 6월 12일에 원본 문서에서 보존된 문서. 2010년 10월 24일에 확인함.
3. ↑  放送禁止映像大全 （天野ミチヒロ・著、三才ブックス・刊）より
4. ↑  “コンクリート メッセージ 劇場公開にあたって”. 2017년 6월 12일에 원본 문서에서 보존된 문서. 2010년 10월 24일에 확인함.